# ولید الحیام
ولید محمد عبدالله علی الحیام (عربی: ولید الحیام؛ زاده ۴ نوامبر ۱۹۸۸) یک بازیکن فوتبال اهل بحرین است.
وی همچنین در تیم ملی فوتبال بحرین بازی کرده‌است.